# Andrej Razpet
Andrej Razpet, slovenski mikrobiolog * 27. avgust 1977, Ljubljana.

## Kariera
Razpet je diplomiral na Biotehniški fakulteti v Ljubljani leta 2001. Magistriral je leta 2004, doktoriral pa leta 2007. Raziskovalno se ukvarja predvsem z genetiko kraških ovčarjev, kranjske čebele in postrvi. Objavil je več kot 10 znanstvenih člankov, med drugim je v soavtorstvu objavil članek v reviji Science.

## Zasebno življenje
Živi v Škofji Loki.  Njegova mati je Nada Razpet.

## Izbor objav
- Razpet, Andrej, Marić, Saša, Parapot, T., Nikolić, V., Simonović, Predrag. Re-evaluation of Salmo data by Gridelli (1936)-description of stocking, hybridization and repopulation in the river Soča basin. Ital. j. zool. (Modena), 2007, letn. 74, št. 1, str. 63-70.
- Razpet, Andrej, Sušnik Bajec, Simona, Rozman, Tamara, Snoj, Aleš. Genetic variation among trout in the river Neretva basin, Bosnia and Herzegovina. J. Fish Biol., 2007, letn. 70, suppl. A, str. 94-110.
- The Bovine Genome Sequencing and Analysis Consortium, Elsik, Christine G., Dovč, Peter, Razpet, Andrej. The genome sequence of taurine cattle : a window to ruminant biology and evolution. Science (Wash. D.C.), 2009, vol. 324, no. 5926, str. 522-528.